# Acontia tetragonisa
Acontia tetragonisa is een vlinder van de familie van de uilen (Noctuidae). De wetenschappelijke naam van deze soort is voor het eerst voorgesteld als Tarache tetragonisa door George Francis Hampson in een publicatie uit 1910.

## Verspreiding
De soort komt voor in Namibië, Zuid-Afrika en Eswatini.

## Waardplanten
De rups leeft op Hibiscus pedunculatus (Malvaceae).